# 帕達斯約基

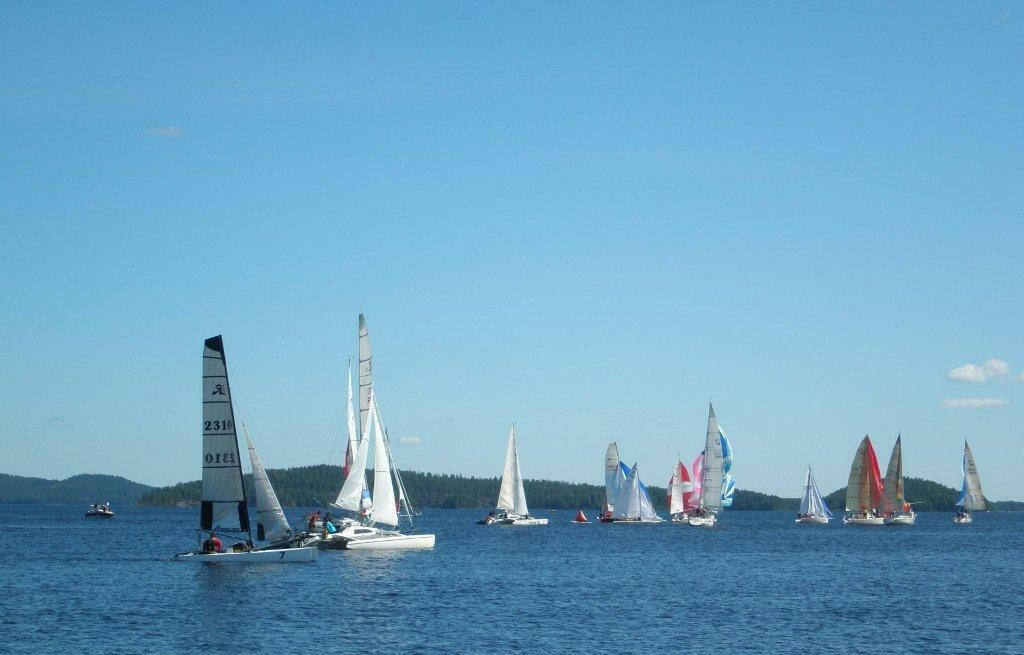

帕達斯約基是芬蘭的城鎮，位於該國南部，由派亞特海梅區負責管轄，距離拉赫蒂52公里，始建於1442年，面積730平方公里，2013年人口3,358，人口密度為每平方公里6.42人。

## 外部連結
- Municipality of Padasjoki – Official website （文）